# Алмейда, Жозе Карлос де
Жозе Карлос де Алмейда, более известный как Зе Карлос (порт.-браз. José Carlos de Almeida; 14 ноября 1968, Президенти-Бернардис, Сан-Паулу — 25 октября 2024, Озаску, Сан-Паулу) — бразильский футболист, защитник, серебряный призёр чемпионата мира 1998 года.

## Биография
Игровую деятельность начал в 1990 году и играл за «Сан-Жозе СЖК», «Атлетико Насьонал Сан-Паулу», «Сан-Каэтано», «Португеза Деспортос», «Униан Сан-Жуан», «Сан-Паулу», «Жувентуде», «Матоненсе», «Понте-Прета», «Гремио», «Жоинвиль» и «Нороэсте».
Его последним клубом стала «Португеза», где он играл до мая 2005 года.
Зе Карлос не играл за сборную Бразилии до 29 лет, но ему всё же удалось попасть в список на чемпионат мира 1998 года из-за травм других игроков. Он не играл до полуфинального матча против Нидерландов, где был поставлен в стартовый состав, отыграл все 120 минут и получил жёлтую карточку. Бразилия победила Нидерланды в серии пенальти. Он не играл в финале и больше не вызывался в сборную, так что его появление в полуфинале чемпионата мира стало его первым и единственным матчем за сборную.
Умер 25 октября 2024 года от сердечного приступа в городе Озаску в возрасте 55 лет.